# Andrés Capellán
Pour les articles homonymes, voir Capellán.
Andrés Capellán, né le 10 juin 1985 à Gijón, est un athlète espagnol, spécialiste du triple saut.
Son meilleur saut (en salle) est de 16,67 m, obtenu à Valence en mars 2008. En plein air, son meilleur saut est de 16,60 m (Alicante, en juillet 2008).
Il a terminé 7e des Championnats d'Europe par équipes à Leiria, en 16,22 m.